# السياسة الجريئة لتمويل رأس المال العامل
السياسة الجريئة لتمويل رأس المال العام هي السياسة التي تعتمد بشكل كبير في تمويل أصولها علي مصادر تمويل قصيرة الأجل، حيث تبحث عن العائد المُرتفع وبالتالي يقبالها مرتفعة وفقًا للعلاقة الطردية بين العائد والمخاطر.